# Лутки (танец)
Лутки́ (арм. Լուտկի) или Лут (арм. Լուտ) — древний армянский народный шуточный танец, пляска скоморохов и обличителей. Происходит из Вана.

## Этимология
Название Лутки́ происходит от luyt (арм. լույտ), от которого образованы слова lutank' (арм. լուտանք), lutut'yun (арм. լուտություն) со значением «упрёк, хула, проклятие, поношение». Предположительно, связано с лат. ludio — «игра, шутка».

## Характеристика
Музыкальный размер — 4/4.
В древности пляска имела слова, однако текст со временем был утерян. Танец исполняется мужчинами, которые выстраиваются бок о бок, держась мизинцами и сгибая локти под прямым углом. Пляшущие двигаются по кругу, постепенно увеличивая темп.
В первой части пляски передаётся образ разъярённого властного «господина», топающего ногой. Вторая часть представляет собой смелый ответ шутов-скоморохов, которые дразнят «господина», с насмешкой повторяя его «угрозы» и «топание» ногами.

## Исполнение
- Танец "Лутки" в исполнении ансамбля "Карин".